# Devil May Cry
Devil May Cry (japanska: デビル メイ クライ Hepburn: Debiru Mei Kurai?), ofta förkortat DMC, är ett hack 'n slash-actionspel till Playstation 2. Det utvecklades av Capcom Production Studio 4 och utgavs av Capcom år 2001. Dess händelser utspelar sig i seriens kronologiska ordning efter de i Devil May Cry 3: Dante's Awakening och före Devil May Cry 2. Spelet har generellt sett fått positiva recensioner och har sålts i fler än fyra miljoner exemplar.
Handlingen utspelar sig på den fiktiva ön Mallet Island och kretsar kring karaktärerna Dante och Trish. Spelaren får följa dem i deras sökan att konfrontera demonherren Mundus. Handlingen berättas framför allt via en blandning av videosekvenser som använder spelets motor och flera förrenderade animationsvideor.

## Spelupplevelse
Händelserna i Devil May Cry äger rum i ett antikt slott på en fjärran ö. Spelupplevelsen består av banor kallade missions ("uppdrag"). Spelaren ska i de här uppdragen slåss mot talrika fiender, utföra uppgifter likt sådana i plattformsspel och ibland lösa pussel för att kunna gå vidare i handlingen. Spelarens prestation i varje uppdrag bedöms på en betygskala från nivån D (undermåligt) och upp till S (utmärkt). Graderna är baserade på den tid det tog att klara uppdraget, mängden insamlade röda orber (de pengar Dante får när han besegrat en fiende), hur "stylish" (elegant) slagsmålen var, vilka föremål spelaren använde och hur många, samt hur mycket skadad Dante blev.
Elegant slagsmål definieras av att spelaren utför en obruten kedja av attacker och samtidigt undgår att bli sårad. Spelarens prestation följs av en mätare på skärmen. Ju fler fiender Dante träffar, desto högre stiger mätaren. Mätaren startar på nivån "Dull" och stiger sedan gradvis till "Cool", "Bravo", "Absolute" och når högsta nivån på "Stylish". När karaktären får ta emot skada går stilvärderingen ned tillbaka till "Dull". Spelaren kan även bibehålla sin stilnivå genom att på nära håll pika fienderna. Dessa stridstekniker används i de flesta delarna av spelet med tre områden som undantag. Det första är ett undervattensområde i förstapersonsperspektiv där spelaren kämpar mot fiender med ett needle gun. Det andra området är den plats där Dante slåss mot den sista bossen. I detta läge ändras spelupplevelsen till ett slags rail shooter-miljö. En sådan här liknande miljö används dessutom då karaktären flyr från ön med ett flygplan.
Spelaren kan temporärt förvandla Dante till en mer kraftfull, demonisk varelse genom att använda förmågan "Devil Trigger". Om spelaren gör så får Dante krafter baserade på det vapen han bär för stunden. Också hans utseende förändras. Vanligtvis innebär förvandlingarna att styrka och försvar förbättras, att hälsan långsamt återställs och möjligheten till att kunna göra specialattacker. Devil Trigger-mätaren styr allt det här och den förbrukas när förmågan används. Den fylls på igen då Dante anfaller fiender eller i normal form pikar dem.
Förutom vanliga strider innehåller Devil May Cry pussel och andra utmaningar. Spelets huvudhandling kräver ofta att spelaren ska hitta särskilda föremål för att kunna gå vidare. De här pusslen liknar dem i Resident Evil-spelen. Dante måste även utföra uppgifter där han ska finna gömda förråd av orber. I spelet finns det sidouppdrag (här kallade "hemliga uppdrag") vilka går att hitta i dolda områden. Dock är de inte nödvändiga för att klara spelet, men de ger permanenta power-ups. Det typiska är att de utmanar spelaren till att tillintetgöra en grupp fiender på ett speciellt sätt eller med tidsbegränsning. Alla dessa valbara pussel och utmaningar belönar Dante med olika typer av orber. De här orberna ger bonusar så som att tillåta spelaren att köpa power-ups, öka den totala hälsan eller förstärka Devil Trigger-förmågan.

## Intrig
Devil May Cry börjar med att Dante blir attackerad på sitt kontor av en mystisk kvinna vid namn Trish. Han imponerar på henne genom att enkelt nobba hennes angrepp och tala om för henne att han jagar demoner. Han vill få fast den som mördade hans mor och bror. Hon säger att anfallet var en prövning och meddelar att demonkejsaren Mundus planerar att återvända. Mundus är den figur som Dante beskyller för att ha mördat hans familjemedlemmar. Efter detta ser spelaren Dante och Trish anlända till ett kolossalt slott, där Trish plötsligt hoppar över en hög mur och försvinner.
Dante utforskar slottet och möter spelets ofantliga mängder av fiender: demoniska marionetter. Han finner dessutom ett nytt svärd kallat Alastor och slåss mot första bossen, Phantom, en gigantisk spindeldemon. Han går segrande ur striden. Dock visar det sig lite senare att den slagne bossen återkommer i en korridor och tvingar spelaren att välja mellan att med knapp nöd fly eller slåss i de trånga utrymmen. Efter ytterligare utforskning och kamp strider Dante mot en demon med namnet Nelo Angelo. Dante blir imponerad av hans självförtroende. Demonen vinner, men flyr hastigt då han får se den halvamulett Dante bär. Angelo anfaller två gånger till i senare uppdrag och slutligen visar det sig att han är Dantes identiske tvillingbror, Vergil. Efter att Vergil till sist är övervunnen förenar sig hans amulett med sin brors halva. På så sätt övergår Dantes standardsvärd, vilket tillhörde deras far, till att bli det mäktiga svärdet Sparda.
När Dante sedan träffar på Trish bedrar hon honom och avslöjar att hon också arbetar för Mundus. Men när hennes liv svävar i fara väljer Dante att rädda henne. Han säger att han gjorde det enbart för att hon påminner om hans mor och Dante uppmanar henne att hålla sig borta. När han emellertid slutligen konfronterar Mundus, som är på väg att döda Trish, väljer han att återigen rädda henne. Detta gör att han blir skadad. Mundus försöker ge Dante nådastöten men Trish offrar sig och tar emot attacken. Det här utlöser Dantes fulla kraft och de båda ärkerivalerna börjar slåss mot varandra på en annan existensnivå.
Dante segrar och lämnar amuletten och svärdet vid Trishs orörliga kropp och ger sig sedan iväg. Hjälten har nu återfått sin vanliga hälsa, men innan han kan fly ön återkommer Mundus och en ny strid uppstår. Även Trish kommer tillbaka och lånar sina krafter till Dante. Han krossar Mundus, som lovar att återvända och härska över människovärlden. Dante säger då åt Mundus innan han försvinner att när han kommer tillbaka att han ska hälsa Dantes son. När Trish försöker be Dante om ursäkt börjar hon gråta. Dante talar om för henne att det visar att hon har blivit en människa och är inte bara en djävul, därför att "djävlar gråter inte". Då ön kollapsar flyr Dante och Trish därifrån. När eftertexterna har rullat färdigt får spelaren veta att Dante och Trish arbetar ihop och har döpt om protagonistens kontor till Devil Never Cry.

## Utveckling
När Resident Evil 2 blev färdigt startade utvecklingen av Devil May Cry som ett Resident Evil-spel till PS2. Hideki Kamiya och Team Little Devil ledde arbetet.  Det tidiga arbetet med efterforskning samt utveckling inkluderade en resa till Spanien för att undersöka olika slott som en grund för spelets miljöer. När spelet dock nådde prototypstatus visade det sig att det skiljde sig markant från Resident Evil-konceptet och genren överlevnadsskräck i allmänhet. Utvecklarna ändrade premissen istället för att överge projektet och spelet blev slutligen Devil May Cry.
Enligt regissören Kamiya utformades Devil May Cry från grunden kring Dantes akrobatiska kampförmågor. Att spelet skulle bli mer uppdragsbaserat var något utvecklarna bestämde sent i arbetsprocessen. Kamiya menar att Devil May Crys svårighet var avsiktlig. Han kallade det sin "utmaning för de som spelade enkla och lättsmälta spel".

## Spelets mottagande
| Mottagande              | Mottagande              |
| Samlingsbetyg           | Samlingsbetyg           |
| Tjänst                  | Betyg                   |
| ----------------------- | ----------------------- |
| Gamerankings            | 92,2% (72 recensioner)  |
| Metacritic              | 95/100 (36 recensioner) |
| Recensionsbetyg         |                         |
| Publikation             | Betyg                   |
| Edge                    | 8/10                    |
| Eurogamer               | 9/10                    |
| Famitsu                 | 8/10 9/10               |
| Game Informer           | 9.5/10                  |
| Gamepro                 | 4/5                     |
| Gamespot                | 9.1/10                  |
| Gamespy                 | 4.5/5                   |
| IGN                     | 9.6/10                  |
| The Electric Playground | 9/10                    |
| GameCritics.com         | 9/10                    |

Devil May Cry fick betydande uppmärksamhet i tv-spelsmedier, på det hela taget högt betyg av professionella recensenter och det har sålts i fler än fyra miljoner kopior. Diverse recensioner på internet hyllar spelets innovationer när det gäller spelupplevelsen, action, grafik, kamerakontroll och gotiska stämning. Av samma anledningar gav även tryckta publikationer positiva recensioner. Game Informer sammanfattade sin recension med att skriva "får Resident Evil att se ut som en trög zombie". Av 72 publikationer fick spelet på GameRankings ett genomsnittligt betyg på 92,2 procent.
Det blev också kritiserat. Till exempel protesterade Net Generation Magazine mot svårighetsgraden och ställde frågan om den var till för att förlänga spelupplevelsen. GameSpy pekade på kamerans beteende, kontrollens inlärningskurva och vissa grafiska brister. Electric Playground anmärkte på det ovanliga kontrollschemat och brist på valbara konfigurationer. Gamecritics tyckte att handlingen var för kort och karaktärerna var underutvecklade.

### Arv
Devil May Cry gav upphov till en uppföljare (Devil May Cry 2) och två prequels (Devil May Cry 3: Dante's Awakening och Devil May Cry 4). Alla tre har var och en sålts i fler än en miljon exemplar. Spelet har också resulterat i utgivningen av två light novels av Shinya Goikeda och en animeserie. Tre år efter att spelet kom, 15 oktober 2004, släpptes både spelets och dess uppföljares musik på cd-skiva. Devil May Cry har pekats ut som en början på en undergenre till actionspel kallad extrem kamp. Den här undergenren fokuserar på kraftfulla hjältar vilka krigar mot horder av fiender, med tonvikt på elegant action. Det har även beskrivits som det första spelet som framgångsrikt lyckats fånga känslan av en obeveklig och fri spelupplevelse vilket kan återfinnas i många klassiska 2D-actionspel. Spelet har blivit något av en måttstock för andra 3D-actionspel och spelrecensenter jämför det med spel som exempelvis God of War, Chaos Legion, och Blood Will Tell.
September, 2010 meddelade Capcom att ett nytt spel, dmC skulle skapas av Ninja game Theory.